# Euxoa indistincta
Euxoa indistincta är en fjärilsart som beskrevs av Embrik Strand 1921. Euxoa indistincta ingår i släktet Euxoa och familjen nattflyn. Inga underarter finns listade i Catalogue of Life.